# .by
.by — в Інтернеті, національний домен верхнього рівня (ccTLD) для Білорусі.

## Домени 2-го та 3-го рівнів
В цьому національному домені нараховується близько 11,100,000 [Архівовано 11 квітня 2022 у Wayback Machine.] вебсторінок (станом на лютий 2009 року).
У наш час використовуються та приймають реєстрації доменів 3-го рівня наступні доменні суфікси (відповідно, існують такі домени 2-го рівня):
| Суфікс   | Регламентовані користувачі                                            |
| .ac.by   | Наукові та дослідницькі установи, коледжі, університети або інститути |
| .com.by  | Комерційні установи, корпорації                                       |
| .edu.by  | Наукові та дослідницькі установи, коледжі, університети або інститути |
| .gb.by   | Державні та урядові установи                                          |
| .gov.by  | Державні та урядові установи                                          |
| .mil.by  | Військові організації                                                 |
| .mobi.by | Сервіси та вебмайданчики для мобільних пристроїв                      |
| .net.by  | Провайдери, організації, пов'язані з мережами                         |
| .org.by  | Неприбуткові, неурядові організації                                   |
| .pb.by   | Видавництва                                                           |